# Fiat 510
Fiat 510 — automobil de pasageri produs de compania Fiat în perioada 1919–1925.
Modelul era disponibil în patru variante de caroserie: berlină, torpedo, coupé de ville și landaulet, fiind fabricat într-un total de 14.158 de exemplare.
În anul 1920, Fiat a lansat versiunea sportivă 510 S (Sport), care era echipată cu un motor ce dezvolta 53 CP. Această variantă a fost produsă în peste 400 de unități.
Fiat 510 a fost ulterior înlocuită de modelul Fiat 512.

## Motoare
| Model | Ani de producție | Motor                                    | Amplasare | Putere | Sistem de alimentare |
| ----- | ---------------- | ---------------------------------------- | --------- | ------ | -------------------- |
| 510   | 1919—26          | în linie, 6 cilindri, cu supape laterale | 3446 cm³  | 46 CP  | un singur carburator |
| 510 S | 1921—26          | în linie, 6 cilindri, cu supape laterale | 3446 cm³  | 53 CP  | un singur carburator |

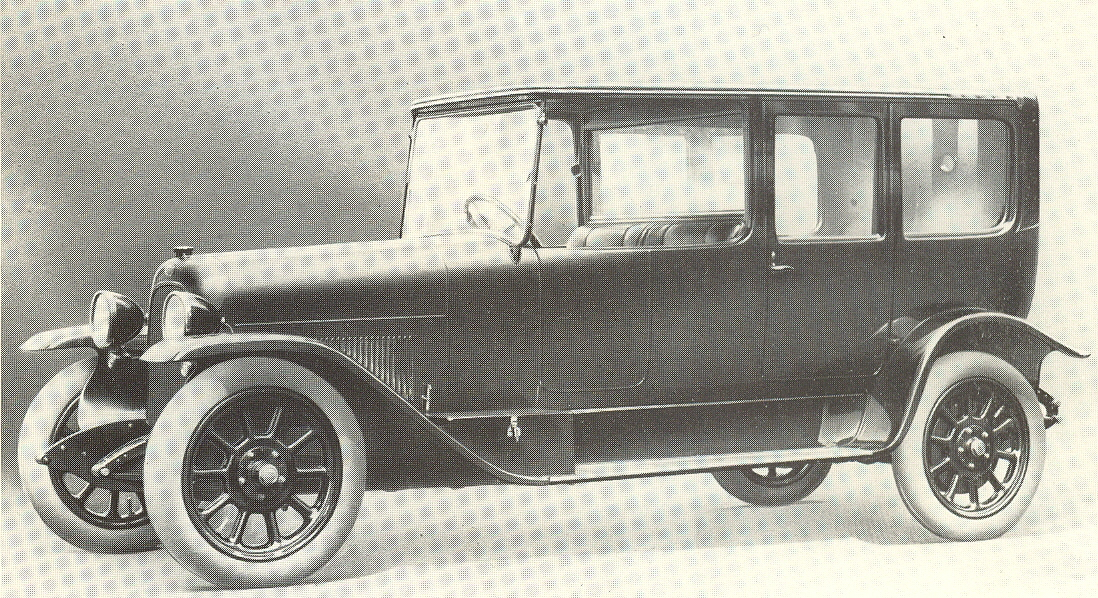
Fiat 510 Series1 1919